# 지누스
주식회사 지누스(영어: Zinus, 한국: 013890)는 현대백화점그룹 계열의 가구 및 매트리스 기업으로, 경기도 성남시에 본사를 두고 있다.

## 내용주
1. ↑  재상장일